# Koska
Koska — турецкая компания по производству сладостей.

## История
Компания была основана Хаджи Эмин-беем в городе Денизли в 1907 году. Его сын, Халил Ибрагим Адиль Диндар, переехал в Стамбул в 1931 году и перевёл туда свой бизнес, открыв кондитерскую и магазин в стамбульском квартале Коска (откуда название). В 1982 году компания Диндара была разделена между его сыновьями на две. В результате досудебного урегулирования имущественного спора, братья договорились использовать торговую марку «Koska» независимо друг от друга. При этом, на логотипе одной из компаний, в центр буквы «о», начиная с 2011 года, вписан синий стеклянный глаз (так называемый назар — популярный турецкий амулет от «дурного глаза»), тогда как на логотипе второй компании глаз отсутствует. Таким образом, существуют две турецких кондитерских компании Koska — «с глазом» и без него.

## Продукция
Обе компании производят широкий ассортимент традиционных турецких сладостей: рахат-лукум, пишмание, халву, так называемую горячую халву (предназначенную для разогревания), драже. Многие продукты компании являются халяльными, а некоторые имеют сертификат о кошерности.Существует также линейка сладостей с заменителями сахара для тех, кто не употребляет в пищу обычный сахар по различным причинам. Продукция компании реализуется в Турции, а также поставляется на экспорт в несколько стран.